# Nicolai Boilesen
Nicolai Møller Boilesen (* 16. února 1992, Ballerup, Dánsko) je dánský fotbalový obránce a reprezentant, od srpna 2016 hráč klubu FC Kodaň.
V roce 2011 vyhrál v Dánsku anketu Talent roku v kategorii do 21 let. Jeho fotbalovým vzorem je dánský reprezentační obránce Daniel Agger.

## Klubová kariéra
Boilesen začínal s fotbalem v amatérských klubech Ballerup a Skovlunde předtím, než se stal členem profesionálního dánského klubu Brøndby IF. V prosinci 2009 na radu reprezentačního spoluhráče Christiana Eriksena přestoupil do nizozemského top klubu Ajax Amsterdam, který za něj poskytl finanční kompenzaci 4 miliony DKK. Předtím trénoval s Manchesterem United a zájem projevily i další kluby. V Ajaxu debutoval 3. dubna 2011 ve druhém poločase zápasu s klubem Heracles Almelo (výhra 3:0). S Ajaxem získal od roku 2011 čtyři ligové tituly v řadě.
V srpnu 2016 se vrátil do Dánska a podepsal čtyřeltou smlouvu s FC Kodaň.

## Reprezentační kariéra

### Mládežnické reprezentace
Boilesen hrál za dánské reprezentační výběry od kategorie do 16 let. S reprezentací do 21 let se v roce 2011 zúčastnil Mistrovství Evropy hráčů do 21 let, které se konalo právě v Dánsku (to mělo jistou účast jako pořadatelská země). Dánům se postup do vyřazovací fáze nezdařil (i když o něj bojovali v závěrečném utkání základní skupiny), se třemi body skončili po prohrách se Švýcarskem (0:1) a Islandem (1:3) a výhře nad Běloruskem (2:1) na poslední čtvrté příčce základní skupiny A. Boilesen nastoupil ve všech třech zápasech.

### A-mužstvo
V A-mužstvu Dánska zažil debut v přátelském utkání proti reprezentaci Skotska v Glasgowě 10. srpna 2011, které skončilo porážkou skandinávského týmu 1:2. Nastoupil v základní sestavě a odehrál kompletní počet minut.